# III. Antigonosz makedón király
III. Antigonosz Dószón (görögül Αντίγονος Δώσων, Kr. e. 263 – Kr. e. 221), az ókori hellenisztikus Makedónia királya az Antigonidák közül (uralkodott Kr. e. 227-től haláláig), I. Démétriosz Poliorkétész és Ptolemaisz unokája volt.

## Élete
Unokatestvére, II. Démétriosz Aitólikosz Kr. e. 229-es halála után kiskorú fia, V. Philipposz nem foglalhatta el a trónt. A kormányzat gyengesége Makedónia görögországi pozícióinak gyengüléséhez vezetett: Athén függetlenedett Thesszáliával egyetemben, folytatódtak a balkáni dardánok és az aitól szövetség támadásai, és a makedón haderő is lázadozott. A helyzet orvoslására az eredetileg régensnek kinevezett Antigonosz, a korábban ideiglenesen Kürénét megszerző Démétriosz Kalosz és a larisszai Olümpiasz gyermeke feleségül vette Phthiát, Philipposz anyját, és Kr. e. 227-ben magát királlyá nyilvánította.
Bár nem uralkodott hosszú ideig, királysága a legeredményesebbek közé tartozott. Leverte a dardánokat, visszaállította a haderő fegyelmét, így meghódíthatta Thesszáliát és Paioniát, majd békét kötött az aitólokkal, és Kr. e. 225-ben szövetkezett az addig ellenséges peloponnészoszi akháj szövetséggel III. Kleomenész, a reformer spártai király ellen. Híveit, az akhájokat, Phókiszt, Épeiroszt, Akarnaniát és Boiótiát pánhellén koalícióba tömörítette, melynek élén Kr. e. 222-ben döntő győzelmet aratott a spártaiak felett a szelassziai ütközetben. Kleomenész a ptolemaida Egyiptomba menekült, királysága pedig csatlakozott Antigonosz szövetségeseihez. III. Antigonosz azután halt meg, hogy megállított egy újabb illír betörést.